# Bílá technika

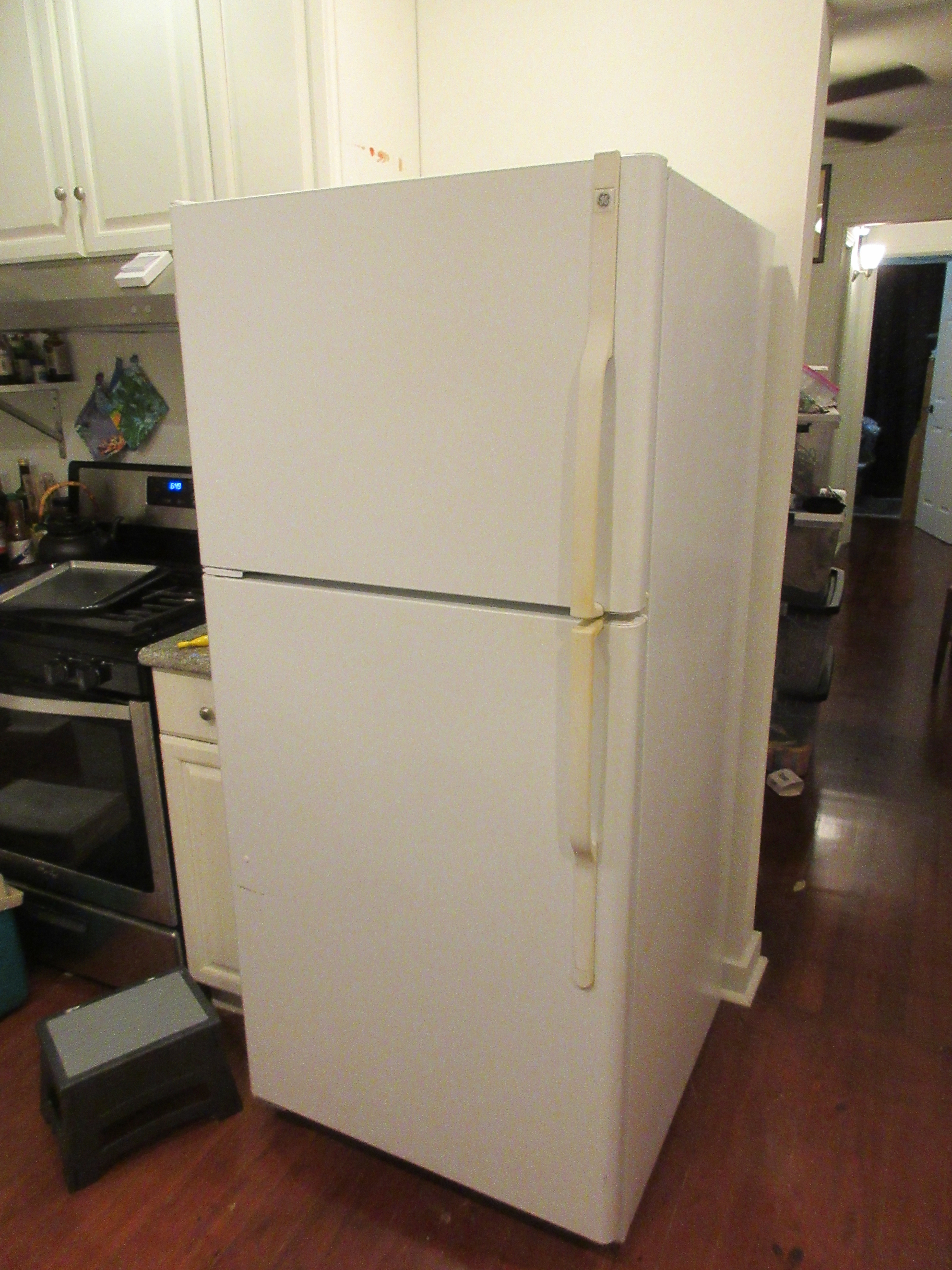
Lednice s mrazničkou

Bílá technika, známá také jako bílé zboží je velký domácí spotřebič nebo velký elektrický spotřebič. Jde o polopřenosné nebo nepřenosné zařízení, které se používá pro běžné úkoly v domácnosti, jako je vaření, praní prádla nebo konzervace potravin. Bílá technika používá jako zdroj energie plyn nebo elektřinu a může být připojena na rozvod vody nebo ventilace v nemovitosti. Pro jiný druh domácích spotřebičů běžně označovaných jako spotřební elektronika se užívá výraz hnědá nebo černá technika.
Tyto elektrické spotřebiče lidem usnadňují život, neboť řeší celou řadu úkonů a tak pomáhají při každodenní péči o domácnost a její obyvatele. Moderní člověk si již velmi těžko dovede představit život bez bílé techniky. Ať už se jedná o přípravu pokrmů a jejich uchovávání, kdy nalezne uplatnění sporák, mikrovlnná trouba či lednička nebo mraznička. Dalším významnou součástí bílé techniky jsou myčky nádobí.
Snaha výrobců bílé techniky přinést uživatelům více komfortu a obecně usnadnit její používání vede k častější IoT integraci do těchto přístrojů a vede k růstu jejich ceny a přidané hodnoty pro výrobce. Příkladem může být tzv. „chytrá lednice“ nebo „chytrá pračka“.

## Příklady bílé techniky
- Chladnička, mraznička
- Sporák, vařič
- Myčka nádobí
- Mikrovlnná trouba
- Ohřívač vody
- Odsavač par
- Pračka
- Sušička prádla

## Vybraní výrobci bílé techniky
AEG, Ariston, Bosch, Braun, Candy, Electrolux, ETA, Fagor, Gorenje, Hyundai, Indesit, LG, Mora, Moulinex, Samsung, Siemens, Tatramat, Whirlpool, Zanussi

## Galerie

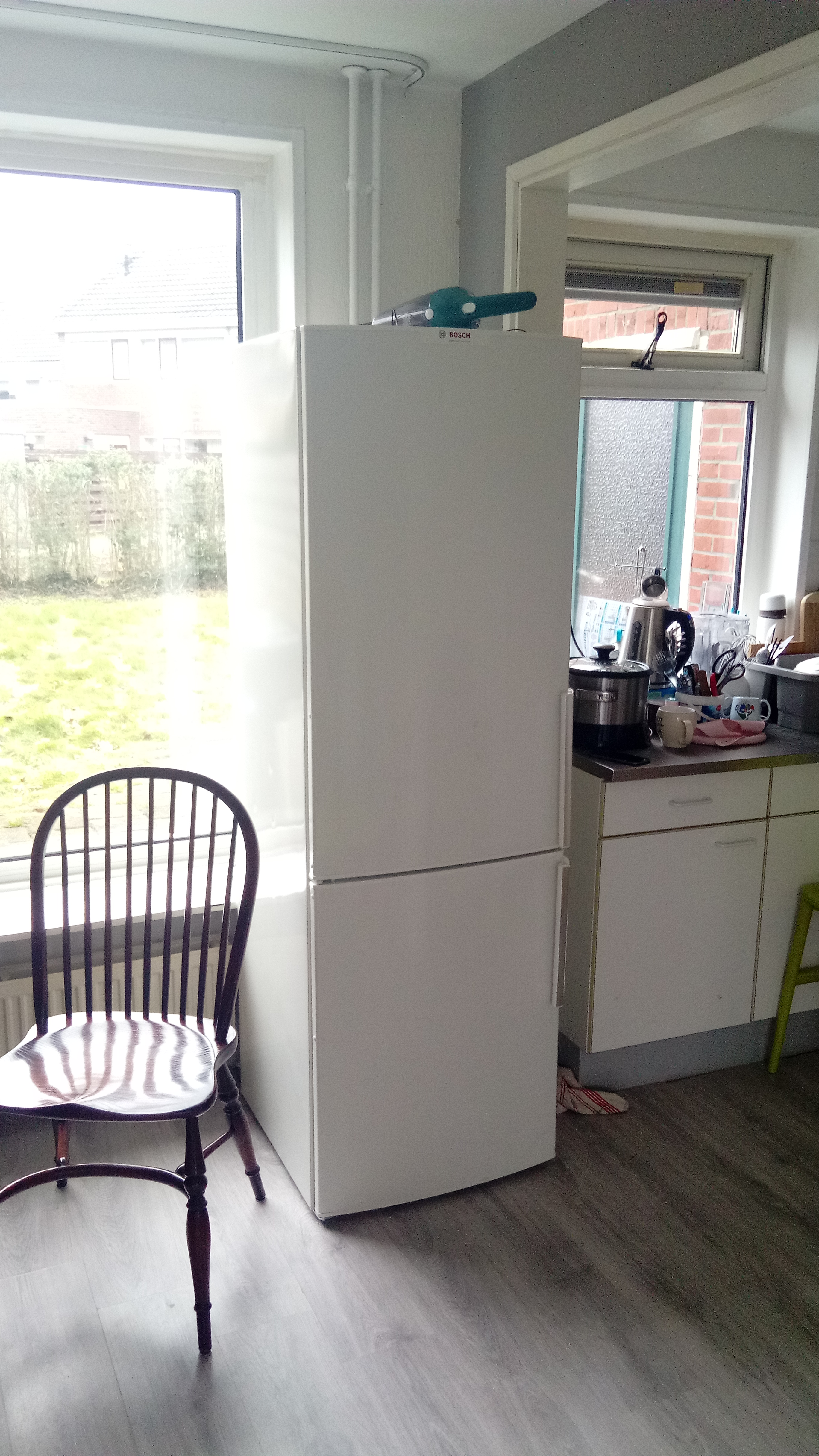
Chladnička s mrazničkou zn. Bosch 2019
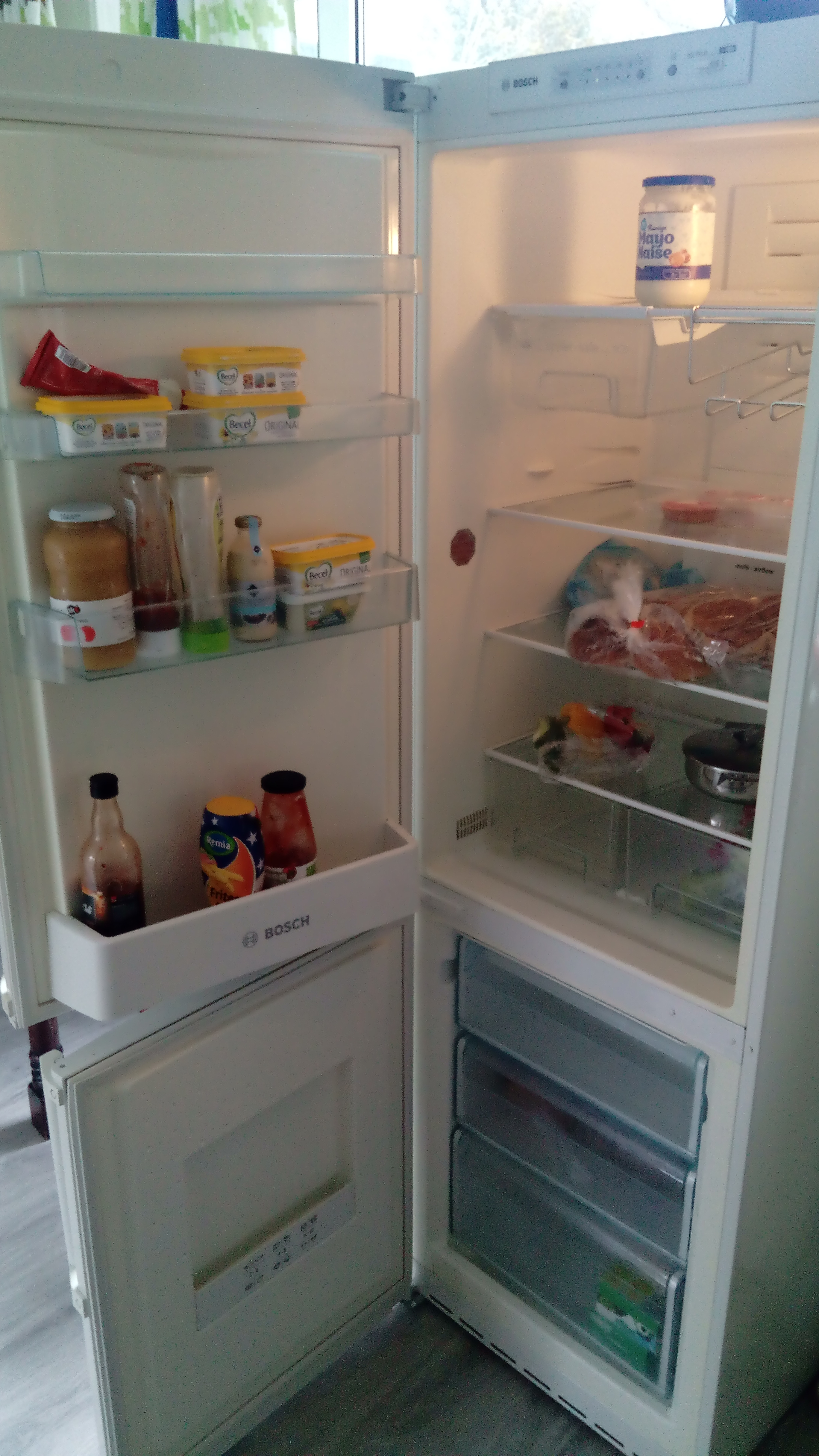
Chladnička s mrazničkou zn. Bosch
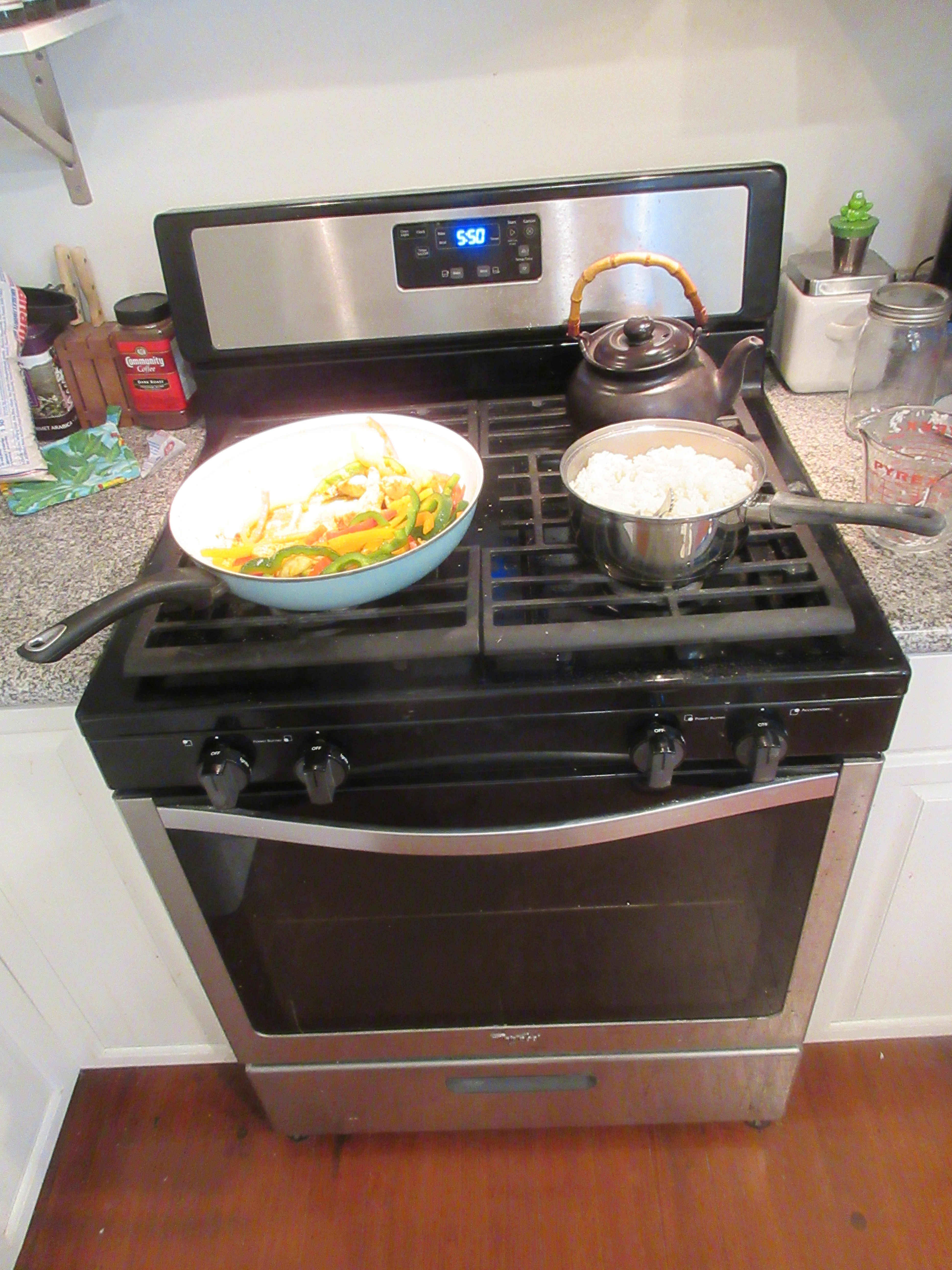
Plynový sporák
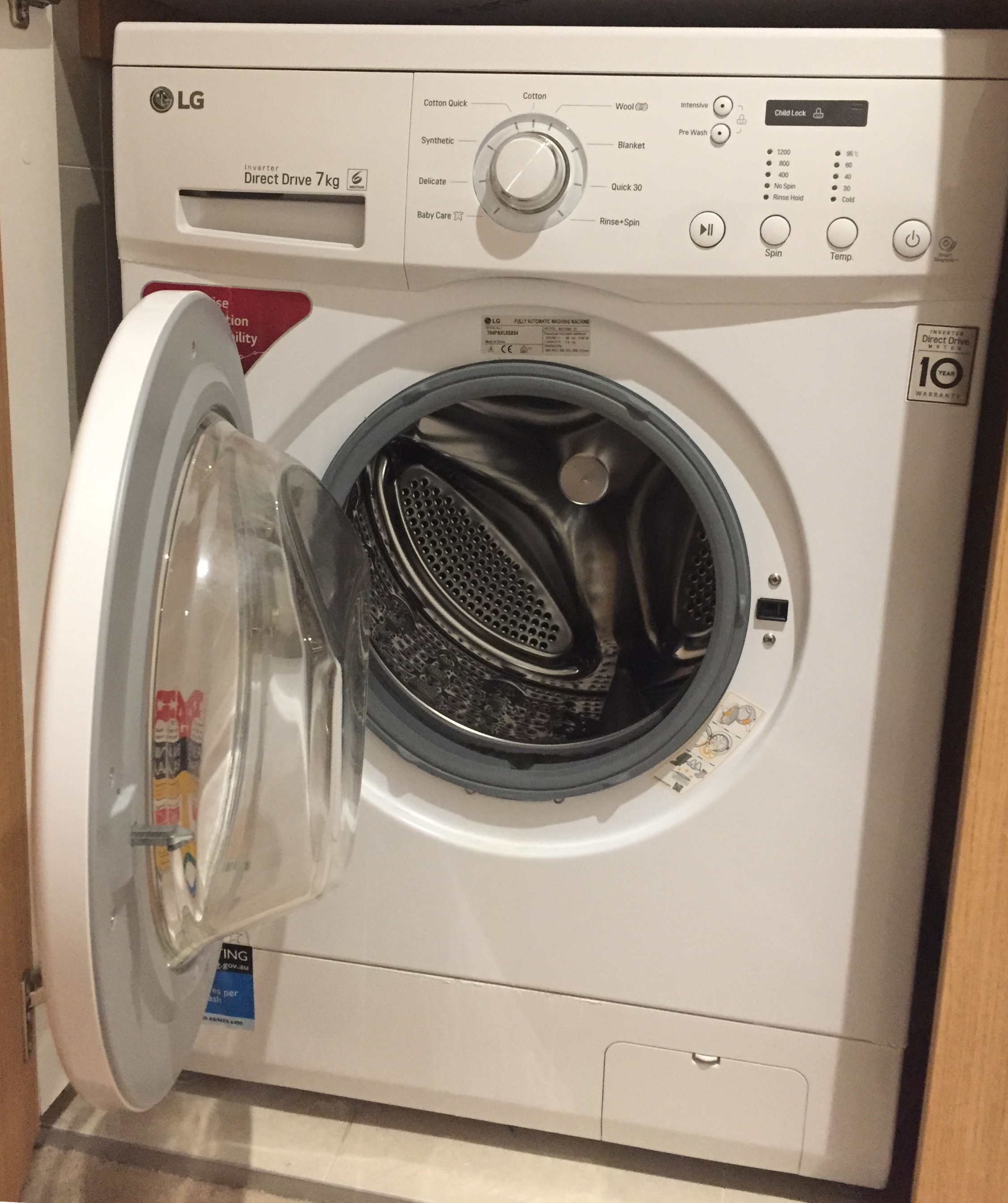
Pračka s předním plněním
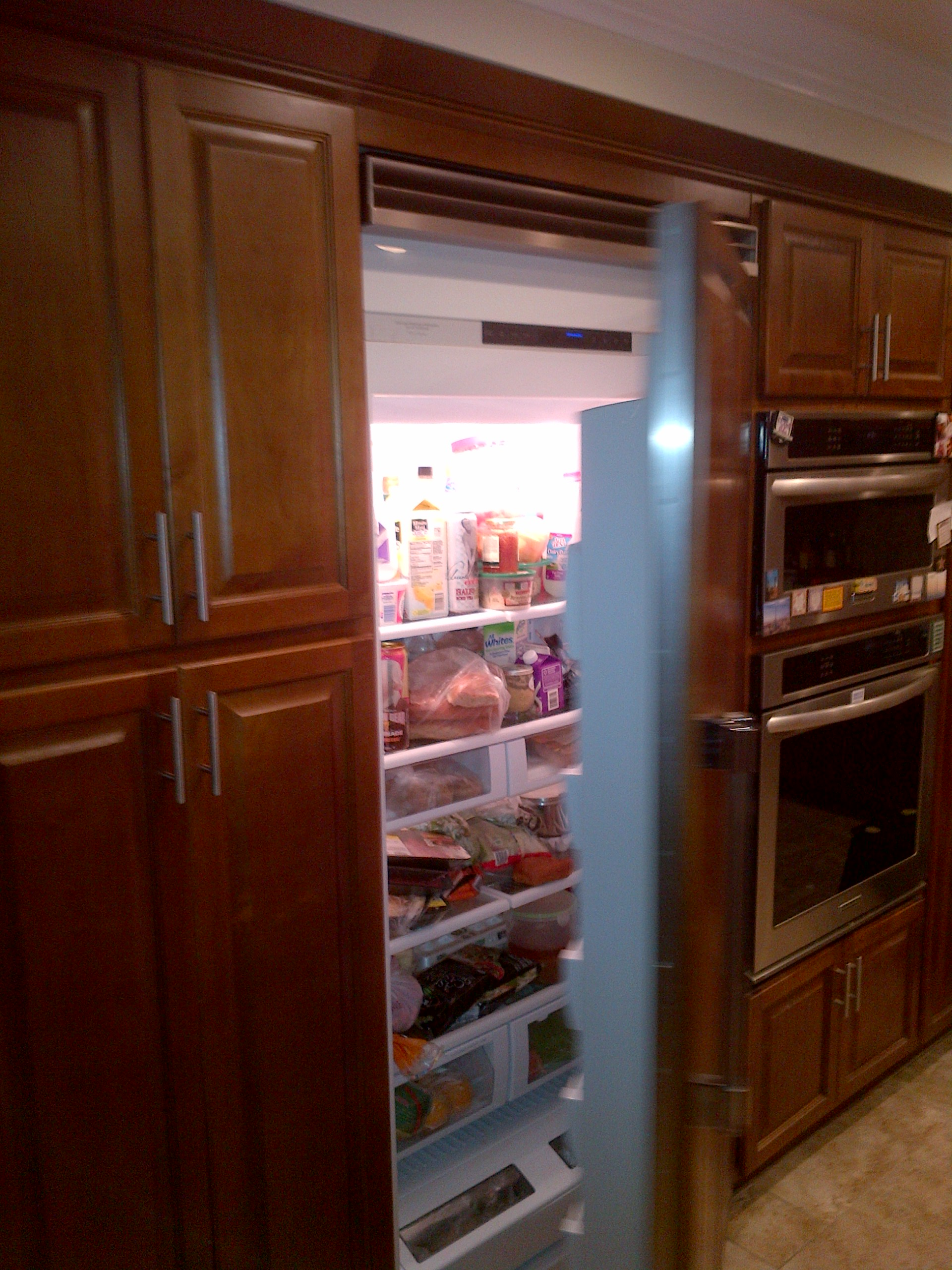
Chytrá lednice zn. Samsung
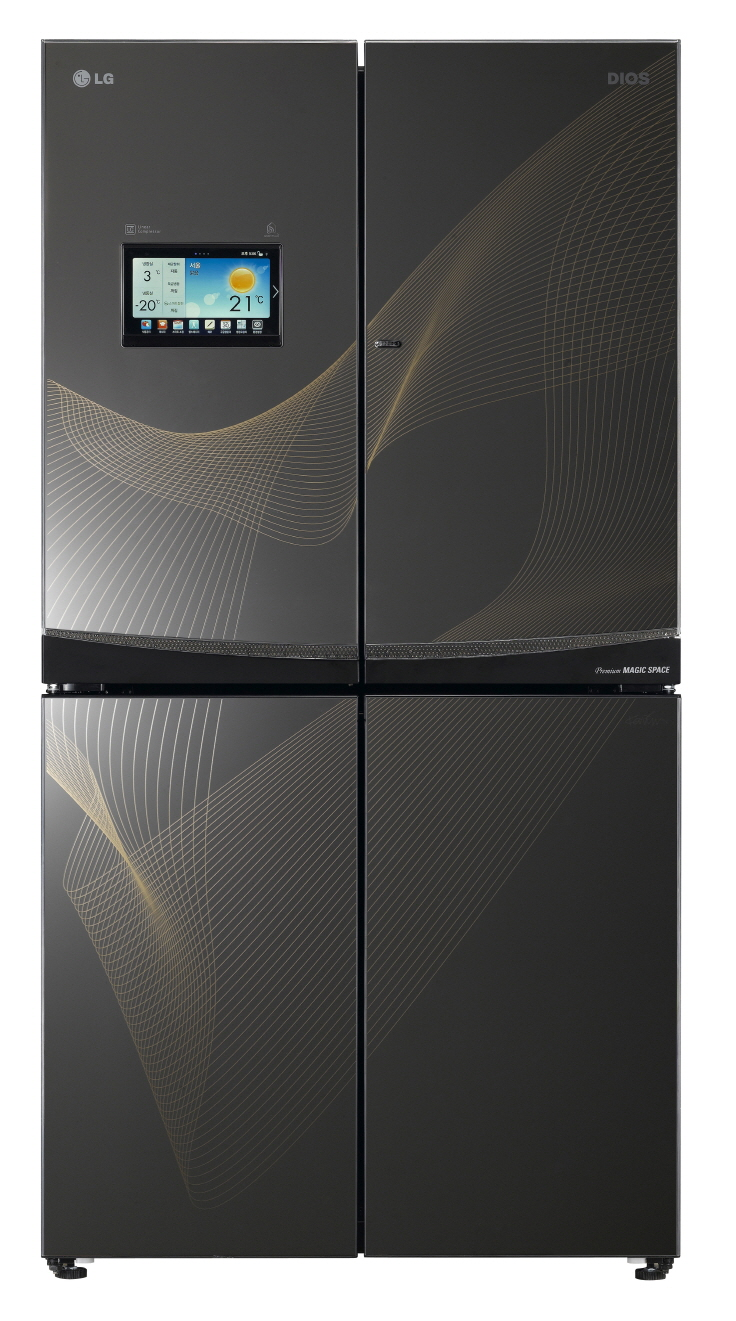
Chytrá lednice LG Smart DIOS V9100

## Ekodesign
Od března 2021 platí v Evropské unii přísnější pravidla pro dodavatele výrobků zařazených v kategorii bílá technika. Jde mimo jiné o požadavky na udržitelnost výrobků, kvalitu zpracování, opravitelnost se snahou snižovat dopady na životní prostředí. Bílá elektronika a displeje nově uváděné na trh EU musí mít možnost snadného rozložení a složení, musí být přístup k opravným schématům i pro neautorizované servisy a dodavatel má povinnost zajistit dodávky náhradních dílů po dobu 7 až 10 let od ukončení výroby (v závislosti na kategorii výrobku).
Obecný rámec pro požadavky na ekodesign stanovuje směrnice o ekodesignu (Směrnice Evropského parlamentu a Rady 2009/125/ES). Česká republika implementovala požadavky této směrnice do zákona č. 406/2000 Sb., o hospodaření energií, ve znění pozdějších předpisů a do vyhlášky č. 319/2019 Sb., o energetickém štítkování a ekodesignu výrobků spojených se spotřebou energie. Z důvodu ekologické zátěže výrobků Bílé techniky je v USA i EU též vybírána daň za její likvidaci.